# 浅香武和
浅香武和（日语： Asaka Takekazu ?，1952年—），日本语言学家和翻译家，主要从事加利西亚语言文化研究。
他将罗萨莉娅·德·卡斯特罗等加利西亚著名作家和诗人的作品翻译成日语，还出版了日本的第一本加利西亚语语法书，被1990年加利西亚自治区主席称赞为日本的“加利西亚文化亲善大使”。

## 生平

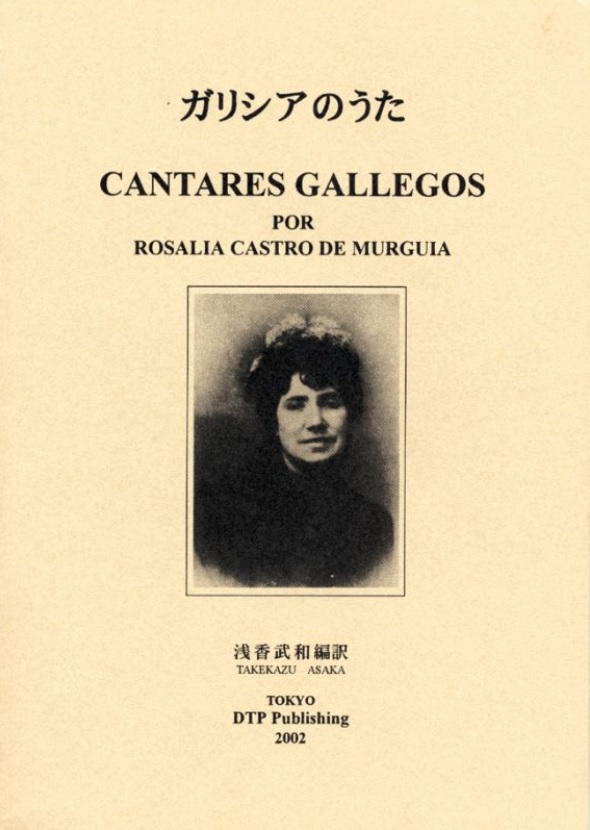
在東京都出版的《加利西亚之歌》

1952年出生于東京都。1977年东京外国语大学葡萄牙语研修选科生结业，1985年3月关西外国语大学罗曼语系语言文化博士后期课程结业。1988年开始担任东京津田塾大學外国语文学讲师，1998年担任圣心女子大学讲师。
1989年第一次访问加利西亚，参加了第19届文献学·罗曼语国际会议，被加利西亚的语言和文化吸引。2002年9月出版译作：罗萨莉娅·德·卡斯特罗的《加利西亚之歌》。
2017年6月当选加利西亚皇家语言学院通讯院士。

## 著作
- 浅香武和.  . 大学書林. 1993年4月. ISBN 978-4475018074.
- 浅香武和.  . 大学書林. 1994年5月. ISBN 978-4475012973.
- 浅香武和.  . 大学書林. 1996年3月. ISBN 978-4475012317.
- ロサリーア・カストロ.  . 由浅香武和翻译. DTP出版. 2002年9月. ISBN 978-4901809054.
- 坂東省次; 浅香武和. . 同学社. 2005年. ISBN 978-4810201468.
- 坂東省次; 桑原真夫; 浅香武和.  . 明石書店. 2011年3月. ISBN 978-4750333373.
- ラモーン・カバニージャス.  . 由浅香武和翻译. 論創社. 2013年10月. ISBN 978-4846012618.
- 浅香武和.  . 同学社. 2013年3月. ISBN 978-4810202441.
- 浅香武和.  . 論創社. 2015年7月. ISBN 978-4846014315.
- 浅香武和.   改訂版. 栄文社. 2018年.
- 浅香武和.  . 論創社. 2018年2月. ISBN 978-4846016623.